# Patrick Wallace
Patrick Wallace (* 20. September 1969 in Dungannon) ist ein nordirischer Snookerspieler.

## Karriere

### Anfänge
Im Jahr 1993 gewann Wallace die Nordirische Snooker-Meisterschaft mit 10:8 gegen Kieran Erwin. Im selben Jahr nahm Wallace an der Amateurweltmeisterschaft teil, wo er im Halbfinale gegen Tai Pichit ausschied.

### Erste Profijahre 1994–1997
Zur Saison 1994/95 wurde Wallace Profi auf der Snooker Main Tour. Nach zwei frühen Niederlagen erreichte er beim Benson & Hedges Championship nach Siegen über Chris Small und Anthony Davies die Runde der letzten 32, wo er gegen Rod Lawler ausschied. In der Qualifikation für den UK Championship erreichte er die fünfte Runde, in der er gegen Stefan Mazrocis verlor. Nach zwei weiteren frühen Niederlagen zog er bei den International Open in die vorletzte Qualifikationsrunde ein, doch er unterlag dem Inder Yasin Merchant. In der WM-Qualifikation erreichte er die vierte Runde, wo er gegen Ian Brumby ausschied. Auf der Weltrangliste platzierte er sich auf Platz 285.
In seiner zweiten Profisaison erreichte Wallace nach einer Auftaktniederlage wieder die Runde der letzten 32 beim Benson & Hedges Championship, wo er diesmal gegen Matthew Stevens ausschied. Sein bestes Saisonergebnis erzielte er mit dem Einzug in die letzte Qualifikationsrunde beim Grand Prix, wo er dann nach Siegen über Michael Judge und Peter Lines gegen Mark King ausschied. Beim UK Championship und bei den German Open erreichte er die fünfte Qualifikationsrunde, in der er gegen David Rippon und Marcus Campbell verlor. Im weiteren Verlauf der Saison erreichte er neben mehreren frühen Niederlagen bei den International Open und bei den British Open die sechs Qualifikationsrunde, in der WM-Qualifikation verlor er seine Auftaktpartie gegen Paul Hunter. Zum Saisonende wurde Wallace zum Malta Masters eingeladen, wo er nach einem Sieg über Tony Drago im Achtelfinale dem Schotten Martin Dziewialtowski unterlag. Wallace beendete die Saison auf Weltranglistenplatz 194, womit er sich um knapp 90 Plätze verbessert hatte.
Zum Auftakt der Saison 1996/97 erreichte Wallace drittletzte Qualifikationsrunde beim Asian Classic, wo er gegen Anthony Davies verlor. Beim Benson & Hedges Championship erreichte er zu dritten Mal in Folge die Runde der letzten 32, zum zweiten Mal in Folge verlor er gegen Matthew Stevens. Nach einer Reihe von frühen Niederlagen erreichte er bei den European Open die Runde der letzten 96, in welcher er gegen Jonathan Birch ausschied. Bei den British Open schied er schon eine Runde früher gegen Sean Storey aus, zum Saisonende unterlag er in der fünften Qualifikationsrunde für die Snookerweltmeisterschaft dem Engländer Matthew Couch. Auf Weltranglistenplatz 151 gelegen, verlor er nach der Saison seinen Profistatus.

### Amateurjahr 1997/98
Nach seinem Ausscheiden aus der Main Tour versuchte Wallace, sich über die WPBSA Qualifying School wiederzuqualifizieren. Doch in allen vier Events war er erfolglos, im dritten erreichte er immerhin die Runde der letzten 64, wo er gegen Mark Johnston-Allen verlor. Als Amateur nahm er wieder an der Benson and Hedges Championship teil, wo ihm Siege Wayne Jones und Steve James und der Einzug ins Achtelfinale gelangen, wo er gegen Fergal O’Brien verlor. Des Weiteren nahm er an der UK Tour 1997/98 teil, wo er im vierten Event im Finale den Engländer Shaun Murphy besiegen konnte. Im weiteren Verlauf gelang ihm noch der Einzug ins Viertelfinale, doch er schied gegen Leo Fernandez aus.

### Profijahre 1998–2006
Zur Saison 1998/99 wurde Wallace wieder Profi. Direkt im ersten Turnier – dem Grand Prix – erreichte er die Hauptrunde, wo er gegen Nigel Bond ausschied. Nach einer Viertelfinalteilnahme beim Benson & Hedges Championship erreichte er beim UK Championship wieder die Hauptrunde, wo er nach einem Sieg über Chris Small gegen Gary Ponting ausschied. Bei den Irish Open schied er in der vorletzten Qualifikationsrunde aus, um bei den Welsh Open zum dritten Mal in der Saison eine Hauptrunde zu erreichen. Völlig überraschend konnte er den Weltmeister von 1997, Ken Doherty, besiegen, sodass er in der Runde der letzten 32 stand. Dort setzte er seine Siegesserie durch ein 5:1 gegen Tony Chappel fort, doch im Achtelfinale unterlag r dem Thailänder James Wattana. Nach mehreren frühen Niederlagen erreichte er in der WM-Qualifikation nur die fünfte Runde. Auf der Weltrangliste platzierte er sich auf Platz 84.
Nach einem miserablen Start in die Saison 1999/2000 erreichte er beim UK Championship die Hauptrunde, wo er direkt gegen Stephen Lee ausschied. Bei den China Open schied er in der vorletzten Qualifikationsrunde aus, danach folgte bis zur WM eine Serie von frühen Niederlagen. In der WM-Qualifikation konnte er dann Matthew Street, Gerard Greene und Stuart Pettman besiegen, bevor er in der letzten Qualifikationsrunde vom Waliser Dominic Dale besiegt wurde. Auf der Weltrangliste kletterte er auf Platz 59. Im Juli 2000 gewann er zum zweiten Mal die Nordirische Snooker-Meisterschaft durch ein 10:2-Sieg über Barry McNamee.
Nach einer frühen Niederlage beim ersten Ranglistenturnier der Saison 2000/01 erreichte Wallace beim Grand Prix die erste Hauptrunde, in der er mit 0:5 gegen Ken Doherty verlor. Nach einem frühen Ausscheiden beim Benson & Hedges Championship verlor er in der entscheidenden Qualifikationsrunde für den UK Championship gegen Dominic Dale. Bei den China Open erreichte er lediglich die vorletzte Qualifikationsrunde, er unterlag dem Schotten Marcus Campbell. Bei den Welsh Open scheiterte er in der letzten Qualifikationsrunde an Joe Perry, die Qualifikation für die Hauptrunde erlangte er dann bei den Thailand Masters, wo er in der Qualifikation Alan Burnett, Neal Foulds und Billy Snaddon besiegte. In der ersten Hauptrunde unterlag er dem Waliser Matthew Stevens. Zum Ende der Saison gelang ihm dann der wohl größte Erfolg seiner Karriere: In der Qualifikation für die Snookerweltmeisterschaft besiegte er Nick Walker und Simon Bedford, sodass er in der letzten Qualifikationsrunde auf Joe Perry traf. Doch Wallace revanchierte sich für die Niederlage in derselben Runde bei den Welsh Open und gewann mit 10:4, sodass er zum ersten Mal in der Endrunde der WM stand. Er traf auf den Schotten Alan McManus, welchen er mit 10:2 aus dem Turnier schmiss. Im Achtelfinale kegelte er dann Mark King raus, er gewann mit 13:5. In einem rein nordirischen Viertelfinale kämpfte er anschließend mit Joe Swail um den Einzug ins Halbfinale. Das Match ging bis in die letzte Session, wo Swail mit 11:13 gewann. Swail verlor im Halbfinale gegen den späteren Weltmeister Ronnie O’Sullivan. Auf der Weltrangliste platzierte er sich auf Rang 34, sein bis dato höchster Ranglistenplatz.
Zu Beginn der nächsten Saison erreichte Wallace die erste Runde beim Scottish Masters, wo er gegen Stephen Lee ausschied. Bei den British Open, beim LG Cup und bei den European Open erreichte er die letzte Qualifikationsrunde, doch er verlor jedes Mal. Nach einer Auftaktniederlage beim UK Championship erreichte er ebenjene Runde auch bei den Welsh Open, doch er verlor wieder. Im weiteren Verlauf der Saison gewann Wallace kein einziges Spiel mehr, sodass er auf der Weltrangliste auf Platz 36 landete.
Zum Anfang der nächsten Saison erreichte Wallace das Achtelfinale vom LG Cup, wo er gegen Jimmy Michie ausschied. Nach einer Reihe von frühen Niederlagen erreichte er bei den Scottish Open durch ein 5:4-Sieg über John Parrott die Hauptrunde, wo Alan McManus ihn besiegte. Den Einzug in die Hauptrunde der Snookerweltmeisterschaft verpasste er nach einem 10:1-Sieg über Martin Gould durch ein 6:10 gegen Ali Carter. Auf der Weltrangliste stürzte er auf Platz 50.
Die Saison 2003/04 startete für Wallace mit einer Hauptrundenteilnahme beim LG Cup, wo er gegen Jimmy White ausschied. Bei den British Open und – nach zwei Auftaktniederlagen – auch bei den Welsh Open erreichte er die letzte Qualifikationsrunde. Nachdem er bei den European in der vorletzten Qualifikationsrunde ausgeschieden war, erreichte Wallace beim Irish Masters erneut die Hauptrunde eines Ranglistenturnieres. Er verlor mit 4:5 gegen Quinten Hann. Zum Saisonende scheiterte er nach Siegen über Paul Wykes und Jonathan Birch in der letzten Qualifikationsrunde für die Snookerweltmeisterschaft an Chris Small. Auf der Weltrangliste landete er auf Platz 39.
Gleich zum Start der nächsten Saison erreichte Wallace die Hauptrunde vom Grand Prix, doch er verlor mit 4:5 gegen Jimmy White. Es folgte eine bis 2005 andauernde Serie von Auftaktniederlagen, erst beim Irish Masters gewann er wieder ein Spiel, doch er unterlag anschließend in der letzten Qualifikationsrunde dem Engländer Barry Pinches. Auch in den letzten beiden Turnieren der Saison konnte Wallace kein Spiel gewinnen, sodass er auf der Weltrangliste wieder auf Platz 50 abrutschte.
In der folgenden Saison konnte Wallace nur Spiele in zwei Turnieren gewinnen, sodass er auf der Weltrangliste auf Platz 74 abstürzte. Dieser Platz reichte nicht für eine Qualifikation für die nächste Saison, sodass Wallace seinen Profistatus verlor.

### Amateurjahr 2006/07
Im ersten Halbjahr 2007 gewann Wallace die Nordirische Snooker-Meisterschaft mit 10:5 gegen Joe Meara, kurz darauf wurde er vom nordirischen Verband für die Main Tour nominiert.

### Profijahre 2007–2011
Im ersten Ranglistenturnier der Saison – dem Shanghai Masters – besiegte Wallace den Engländer Matthew Selt, anschließend verlor er aber gegen David Roe. Beim Grand Prix konnte er in der Gruppenphase vier von sieben Spielen gewinnen, doch er schied dennoch aus. Bei der Northern Ireland Trophy und beim UK Championship erreichte er jeweils die Runde der letzten 64, wo er beide Male ausschied. Bei den Welsh Open zog er in die zweite Qualifikationsrunde ein, wo er gegen Stuart Pettman verlor. Nach einer Auftaktniederlage bei den China Open erreichte er die zweite Qualifikationsrunde für die Snookerweltmeisterschaft, wo er dem Engländer Mark Joyce unterlag. Auf der Weltrangliste platzierte er sich auf Platz 72, welcher nicht für eine Qualifikation für die nächste Saison ausreichte. Wallace ergatterte aber diesen Startplatz über die Ein-Jahres-Wertung, wo er den fünften von acht Plätzen belegte.
Nach einer Reihe von Auftaktniederlagen zu Beginn der Saison 2008/09 erreichte er beim UK Championship die zweite Qualifikationsrunde, in der er Andy Hicks unterlag. Auch bei den Welsh Open erreichte er ebenjene Runde, kurz darauf erreichte er bei den China Open die letzte Qualifikationsrunde, in welcher er gegen Anthony Hamilton verlor. Bei der Snookerweltmeisterschaft erreichte er die vorletzte Qualifikationsrunde, wo er Tom Ford unterlag. Auf der Weltrangliste verschlechterte er sich um einen Platz auf Rang 73. Wieder qualifizierte sich Wallace über die Ein-Jahres-Wertung für die nächste Saison.
Direkt zu Beginn der nächsten Saison erreichte Wallace die letzte Qualifikationsrunde vom Shanghai Masters, wo er dem Waliser Matthew Stevens unterlag. Beim Grand Prix erreichte er die vorletzte Runde, dort verlor er gegen Adrian Gunnell. Beim UK Championship, bei den Welsh Open und bei den China Open erreichte er die zweite Qualifikationsrunde, wo er jedes Mal ausschied. Zum Saisonabschluss verlor er in der ersten Qualifikationsrunde für die Snookerweltmeisterschaft gegen Mark Boyle. Auf der Weltrangliste kletterte er auf Platz 70, doch auch dieser Platz reichte nicht für eine Qualifikation für die nächste Saison. Zum dritten Mal in Folge qualifizierte er sich über die Ein-Jahres-Rangliste für die folgende Saison.
Die Saison 2010/11 begann für Wallace mit mehreren erfolglosen Teilnahmen an Events der Players Tour Championship. Beim ersten Weltranglistenturnier, dem Shanghai Masters erreichte er die zweite Qualifikationsrunde, in der er gegen David Morris verlor. Bei den World Open erreichte er ebenfalls die zweite Qualifikationsrunde, in der er gegen Joe Jogia ausschied. Beim fünften Event der PTC besiegte er Dave Harold, Daniel Wells, Jamie Cope und Mark Williams, sodass er im Viertelfinale stand, wo er gegen den späteren Finalisten Jamie Jones ausschied. Beim UK Championship kämpfte er sich durch alle vier Qualifikationsrunden, doch er verlor in der ersten Hauptrunde gegen den ehemaligen Weltmeister Shaun Murphy. Nach drei weiteren Auftaktniederlagen besiegte er in der WM-Qualifikation die Engländer Del Smith und Rod Lawler, bevor er gegen Matthew Selt verlor. Es sollte sein letztes Profispiel sein: Auf der Weltrangliste rutschte er auf Platz 74 ab, sodass er sein Main-Tour-Status verlor.
Zuletzt gelang ihm die Qualifikation für die UK Championship 2010, nachdem er vier Qualifikationsrunden überstanden hatte. Es folgte jedoch eine Erstrundenniederlage gegen den früheren Weltmeister Shaun Murphy.

### Karriere als Amateur ab 2011
In der folgenden Saison nahm Wallace an mehreren Events der Players Tour Championship teil, doch er kam nie über die Runde der letzten 32 heraus. Als Amateur nahm er an der Qualifikation für die WM-Qualifikation teil, wo ihm Siege über Joe Delaney und John Parrott gelangen. In der ersten Qualifikationsrunde unterlag er dem Chinesen Yu Delu mit 9:10. Auch im nächsten Jahr nahm er an der Vorqualifikation teil, diesmal jedoch erfolglos.
Noch 2012 startete Wallace bei der nordirischen Snooker-Meisterschaft eine Siegesserie enormen Ausmaßes. Zwischen 2012 und 2016 gewann er den Wettbewerb jedes Mal; 2012 mit 10:4 gegen Dermot McGlinchey, 2013 mit 10:4 gegen Jordan Brown, 2014 mit 10:4 gegen Ramie McAllister und 2015 und 2016 wieder gegen Jordan Brown mit 10:2 beziehungsweise 10:8. Mit dem letzten Sieg schloss er mit der Siegesserie von Jack McNally zwischen 1938 und 1946 auf. Im Jahr 2016 erhielt er vom nordirischen Verband eine Wildcard für die Northern Ireland Open, wo er direkt mit 2:4 gegen Michael Georgiou verlor.
Im Jahr 2018 stand Wallace nach einjähriger Abstinenz wieder im Finale der nordirischen Snooker-Meisterschaft, diesmal unterlag er jedoch Jordan Brown mit 5:10. Ebenfalls 2018 erhielt Wallace wieder eine Wildcard für die Northern Ireland Open, diesmal verlor er gegen den späteren Viertelfinalisten Peter Ebdon. Im Finale der Seniorenweltmeisterschaft 2018 verlor er gegen Aaron Canavan.

## Erfolge
| Ausgang         | Jahr | Turnier                           | Finalgegner       | Ergebnis |
| --------------- | ---- | --------------------------------- | ----------------- | -------- |
| Amateurturniere |      |                                   |                   |          |
| Sieger          | 1993 | Nordirische Snooker-Meisterschaft | Kieran Erwin      | 10:8     |
| Sieger          | 1998 | UK Tour 1997/98 – Event 4         | Shaun Murphy      | 6:4      |
| Sieger          | 2000 | Nordirische Snooker-Meisterschaft | Barry McNamee     | 10:2     |
| Sieger          | 2007 | Nordirische Snooker-Meisterschaft | Joe Meara         | 10:5     |
| Sieger          | 2012 | Nordirische Snooker-Meisterschaft | Dermot McGlinchey | 10:4     |
| Sieger          | 2013 | Nordirische Snooker-Meisterschaft | Jordan Brown      | 10:4     |
| Sieger          | 2014 | Nordirische Snooker-Meisterschaft | Ramie McAllister  | 10:4     |
| Sieger          | 2015 | Nordirische Snooker-Meisterschaft | Jordan Brown      | 10:2     |
| Sieger          | 2016 | Nordirische Snooker-Meisterschaft | Jordan Brown      | 10:8     |
| Zweiter         | 2018 | Nordirische Snooker-Meisterschaft | Jordan Brown      | 5:10     |
| Zweiter         | 2018 | World Seniors Championship        | Aaron Canavan     | 3:4      |
| Sieger          | 2025 | Nordirische Snooker-Meisterschaft | Raymond Fry       | 10:7     |